# Національний академічний оркестр народних інструментів України
Національний академічний оркестр народних інструментів України, НАОНІ України (англ. Ukrainian National Academic Orchestra of Folk Instruments, Ukrainian NAOFI) створено у 1969 році як Орке́стр українських народних інструментів МХТ УРСР.
Перший концерт відбувся 12 квітня 1970 року на сцені Національної опери України.

## Основні напрямки
Основою концертних програм оркестру є народна інструментальна музика всіх регіонів України. В концертах часто звучать оригінальні ансамблі: сопілкарів, троїстих музик, бандуристів, дримбарів, виконавців на зозульках.
Майстерно оркестровані твори української і світової класики Д. Бортнянського, А. Веделя, С. Гулака-Артемовського, М. Лисенка, М. Глінки, М. Леонтовича, А. Дворжака, Й. Брамса, твори сучасних композиторів.

## Народні інструменти
В оркестрі нараховується близько 40 народних інструментів — бандури, цимбали, кобзи, домра, скрипки, басоля, ліра, тилинка, зозульки, свиріль, козобас, сурма, козацька труба, бугай, флояра, полтавський ріжок, дуда, дримба, рубель і качалка, бубон, береста та ін., що робить оркестр унікальним у світі.

## Художнє керівництво
Диригент — лауреат Національної премії ім. Т. Шевченка, народний артист України, професор Віктор Омелянович Гуцал. В оркестрі працюють випускники музичних вузів України. Серед них народні артисти України Г. Агратіна. П. Чухрай; заслужені артисти України І. Гончарова, В. Овчарчин, Ю. Яценко, Т. Столяр.

## Історія
Історія оркестру міцно пов'язана із творчістю видатних співаків України. З оркестром працювали і працюють: А. Солов'яненко, Д. Гнатюк. Є. Мірошниченко, М. Кондратюк, М. Стеф'юк, О. Басистюк, В. Пивоваров, Л. Забіляста, С. Ротару, Р. Кириченко, О. Гурець, М. Шопша, а ще молода генерація солістів Національної опери, а також відомі солісти-інструменталісти: Олександр (Олесь) Семчук, та інші.

## Сучасний розвиток
На сьогодні Національний оркестр народних інструментів України — провідний мистецький колектив України. Указом Президента України від 17.04.1997 оркестру надано статус «Національний».